# Amu Darja
Amu Darja, (perzijščina: آمودریا, Āmūdaryā; tagaloško: Amyderýa; turščina: Ceyhun; uzbeško: Amudaryo; tadžiščina: Амударё; paštu: د آمو سيند, da amu sind; stara grščina: Ὦξος, Oxos; latinsko: "Oxus" ; sanskrt: वक्षु, Vakṣu), je glavna reka v Srednji Aziji. Nastala je na sotočju rek Vakhsh in Panj in se izliva v Aralsko jezero. V starih časih je bila reka meja med Velikim Iranom in Turanom.  Dolga je 2540 km, a njeno porečje obsega kar 465.000 km2. Reka izvira v Pamirju in teče proti zahodu in severozahodu, vse do izliva v Aralsko jezero. Pri svoji poti prečka Afganistan, Tadžikistan, Uzbekistan in Turkmenistan. V času Aleksandra Velikega so jo imenovali Oks.

## Ime
V antiki je bila reka znana kot Ōxus v latinščini in Ὦξος Oxos v grščini - jasen derivat Vakhsh - ime največjega pritoka reke. V vedskem sanskrtu se reka imenuje tudi Vakṣu (वक्षु). V avestanskih besedilih se tudi sklicujejo na reki kot Yakhsha / Vakhsha (in Yakhsha Arta ("zgornja Yakhsha"), in se nanaša na Jaxartes / Sir Darjo, dvojčico reke Amu Darja).
V srednje perzijskih virih iz obdobja Sasanidov je reka znana kot Wehrōd (Lit. "dobra reka").
Ime Amu naj bi prihajalo od srednjeveškega mesta Āmul , (kasneje, Chahar Joy / Charjunow, zdaj znano kot Türkmenabat), v sodobnem Turkmenistanu, pri čemer je Darya perzijski beseda za "reka".
Srednjeveški arabski in muslimanski viri imenujejo reko Jayhoun (جيحون), kar izhaja iz Gihon, biblijsko ime za eno od štirih rek v rajskem vrtu. 

### Kot reka Gozan
Zahodni popotniki so v 19. stoletju omenjali, da je bilo eno od imen, s katerim je bila reka znana v Afganistanu, Gozan, in da so to ime uporabljali tudi grški, mongolski, kitajski, perzijski, judovski in afganistanski zgodovinarji.
"Hara (Bokhara) in na reki Gozan (to se pravi Amu, (imenovana od Evropejcev Oxus) ....". 
"Reka Gozan je reka Balkh, tj. Oxus ali Amu Darja .....". 
"... in je prinesla v Halah (sodobna Balkh) in Habor (ki je Pesh Habor ali Pešavar) in Hara (ki je Herat) in do reke Gozan (ki je Ammoo, ki se imenuje tudi Jehoon). .. ". 

## Opis
Skupna dolžina reke je 2.400 kilometrov in njeno povodje obsega 534.739 kvadratnih kilometrov, kar zagotavlja povprečno odvajanje okoli 97,4 kubičnih kilometrov vode na leto. Reka je plovna več kot 1.450 kilometrov. Vse vode prihajajo iz visokih gorah na jugu, kjer je lahko letna količina padavin več kot 1.000 mm. Še preden se je začelo z obsežnim namakanjem, je visoko poletno izhlapevanje pomenilo, da vsa ta voda ni dosegla Aralskega jezera - čeprav obstajajo nekateri dokazi, da so veliki ledeniki iz Pamirja med 13. in 14. stoletjem zagotavljali dovolj staljene vode za izlivanje.
Ob koncu 19. stoletja so ugotavljali štiri različne vodotoke kot pravi izvir reke Oxus: 
1. reka Pamir, ki izteka iz jezera Zorkul (nekoč znan tudi kot Viktorijino jezero) v gorovju Pamir (starodavno pogorje Imeon) in teče proti zahodu do Qila-e Panja, kjer se priključi reki Wakhan ter tvorita reko Panj.
2. reka Sarhad ali Mali Pamir teče navzdol v Visoki Wakhan
3. jezero Chamaktin, iz katerega na vzhodu teče reka Aksu, ki pa postane Murghab in nato Bartang in ki se na koncu zlije v Panj, pritok Oxusa 350 kilometrov nižje pri Roshan Vomar v Tadžikistanu.
4. ledena jama na koncu doline Wakhjir, v koridorju Wakhan v Pamirju, v bližini meje s Pakistanom.

Ledenik zavije v reko Wakhan in se pridruži reki Pamir približno 50 kilometrov dolvodno.  Ekspedicija Billa Colegrava v Wakhan leta 2007 je ugotovila, da sta vodotoka pod 2 in 3 imela isti vir, potok Chelab, ki se razcepi na razvodnici od Malega Pamirja, pol ga teče v jezero Chamaktin in pol v matično strugo reke Mali Pamir / Sarhad. Zato se tok Chelaba lahko pravilno šteje, da je pravi izvir ali matični tok Oxusa.  reka Panj tvori mejo med Afganistanom in Tadžikistanom. Teče proti zahodu do Ishkashima, kjer se obrne proti severu in nato proti severu skozi most "Tadžikistansko-afganistanskega prijateljstva". Ta nato tvori mejo Afganistanom in Uzbekistanom v dolžini približno 200 kilometrov, prečka Termezu in "Afganistansko-uzbekistanski most prijateljstva". Potem zarisuje mejo med Afganistanom in Turkmenistanom še 100 kilometrov, preden se izlije v Turkmenistanu v Atamurat. Kot Amudarya teče čez Turkmenistan od juga proti severu, mimo Türkmenabata in tvori mejo med Turkmenistanom in Uzbekistanom iz Halkabata. Od tu se nato razdeli na "Tuyamuyun Hydro kompleks" v številne vodne poti, ki tvorijo delto reke pred vstopom v Aralsko jezero, ki poteka od Urgencha, Dasoguza in drugih mest, vendar ne doseže tistega, kar je ostalo od jezera, temveč se izgubi v puščavi.
Uporaba vode iz Amu Darje za namakanje je bil glavni dejavnik za krčenje Aralskega jezera od poznih 1950-ih.
Zgodovinski zapisi navajajo, da je v različnih obdobjih reka tekla v Aralsko jezero (z juga), v Kaspijsko jezero (od vzhoda) ali oboje, podobno Sir Darja (Jaxartes v stari grščini).

## Povodje
Približno 1.385.045 kvadratnih kilometrov zemljišč je površina, ki jo odmaka Amu Darja do Aralskega jezera - zaprtega bazena. To vključuje večino Tadžikistana, jugozahodnega kota Kirgizistana, severovzhodnega vogala Afganistana, dolg ozek del vzhodnega Turkmenistana in približno polovico Uzbekistana. Del Amu Darjine razvodnice v Tadžikistanu tvori mejo te države s Kitajsko (na vzhodu) in Pakistanom (na jugu). Približno 61% porečja leži v Tadžikistanu, Uzbekistanu in Turkmenistanu, medtem ko ga je 39% v Afganistanu.
Na področju odcejanja Amu Darje le okoli 200.000 kvadratnih kilometrov aktivnih rek prispeva vodo v reko. . To je zato, ker so mnoge od večjih pritokov reke (predvsem reka Zeravšan) bile preusmerjene in velik del rečne drenaže obvladuje odročne puščave in stepe.
Obilica vode, ki teče v Amu Darjo prihaja skoraj izključno iz ledenikov v pogorju Pamir in Tienšan (Tian Shan),  ki stojita nad okolico sušnih ravnic, zbirajo atmosfersko vlago, ki bi sicer verjetno pobegnila drugam. Brez njihovih gorskih vodnih virov Amu Darja ne bi vsebovala nobene vode, ne bi obstajala, saj je v nižinah, skozi katere večinoma teče reka, le redko dežuje. V večini stepe je letna količina padavin približno 300 milimetrov. 

## Zgodovina
Amu Darjo so Stari Grki klicali Oxus. V starih časih je bila reka meja med Velikim Iranom in Turanom. Reečno povodje leži v območju nekdanjih imperijev Džingiskana in Aleksandra Velikega, čeprav so se pojavili pri zelo različnih časih. Ko so na območju živeli Mongoli, so uporabljajo vodo iz Amu Darje za preplavljanje Kunya-Urgencha.  Ena južna smer Svilne ceste je potekala po delu Amu Darje severozahodno od Termeza preden je zavila proti zahodu do Kaspijskega morja.
Menijo, da je Amu Darjin tok čez puščavo Karakum (tudi Kara-Kum, turkmensko: Garagum ali Gara Gum (“Črni pesek”), rusko: Karakumy) v zadnjih nekaj tisoč letih tekel po več različnih smereh. Dalj časa, v zadnjem obdobju pa med 13. stoletju do konca 16. stoletja, je Amu Darja tekla tako v Aralsko kot Kaspijsko jezero, slednji preko velikega odtoka imenovanega reka Uzboy. Uzboy se je oddvojila od glavnega kanala južno od delte Amu Darje. Včasih je bil tok skozi obe veji bolj ali manj enak, vendar je pogosto Amu Darjin tok razdelil na zahod in tekel v Kaspijsko jezero.
Ljudje so se naselili ob spodnjem toku Amu Darje in reke Uzboy v 5. stoletju in vzpostavili uspešno verigo kmetijskih zemljišč in manjših ter večjih mest. Reka je bila zajeta že  približno okoli leta 985 pri bifurkaciji z masivnim jezom Gurganj, ki je preusmeril vodo v Aralsko jezero. Jez so uničili Džingiskanovi vojaki leta 1221 in Amu Darja je preusmerila svoje tokove bolj ali manj enakomerno med glavni tok in reko Uzboy.  Toda v 18. stoletju se je reka zopet obrnila proti severu in stekla v Aralsko jezero, pot, ki jo je obdržala do danes. Manj vode je teklo navzdol v Uzboy, dokler ni leta 1720 površinski tok reke popolnoma usahnil. 
Prvi Anglež, ki naj bi dosegel Oxus, je bil William Moorcroft (1767 –  1825) približno leta 1824.  Drugi, ki je dosegel regijo v času Velike igre, je bil mornariški častnik John Wood. Poslan je bil na ekspedicijo leta 1839, da bi našel izvir. Našel je današnje jezero Zorkul in ga imenoval jezero Victoria ter razglasil, da je našel izvir. Nato je francoski raziskovalec in geograf Thibaut Viné, v petih odpravah med 1856 in 1862, zbral več informacij o tem območju.

Vprašanje najti pot med dolino Oxus in Indijo je bilo v preteklosti zelo pomembno. Direktna pot bi prečkala zelo visoke prelaze v Hindukušu in odročnih območjih, kot je Kafiristan. Nekateri v Veliki Britaniji so se bali, da bo Ruski imperij, ki je imel v tem času velik vpliv na področju Oxusa premagal te ovire in našel primerno pot, prek katere bi napadel britansko Indijo, vendar se to ni nikoli zgodilo. 
V začetku leta 1920 je postala vladajoča oblast Sovjetska zveza in izgnala Mohameda Alim Kana, emirja uzbeške dinastije. Kasneje je premagala tudi gibanje Basmačijev in ubila Ibrahima Beka, vodjo upora proti Sovejtom. Veliko prebivalcev Srednje Azije, vključno Turkmencev, Tadžikov in Uzbekov je pobegnilo na sever Afganistana. Leta 1960 in 1970 so Amu Darjo in Sir Darjo Sovjeti prvi uporabili za namakanje obsežnih bombažnih polj v srednjeazijskih ravnicah. Pred tem časom je bila voda iz rek že uporabljena v kmetijstvu, vendar ne v tako velikem obsegu. Karakum kanal, Karši kanal in Buhara kanal so bili med večjimi namakalnimi preusmeritvami. Leta 1970 je sovjetska vojska v Afganistanu uporabljala dolino za vdore v to državo skozi Termez. 
Ob razpadu Sovjetske zveze leta 1990, je bila Srednja Azija razdeljena na več manjših držav, ki ležijo znotraj ali delno znotraj kotline Amu Darje. Glavni Tagaloški kanal je predlagan projekt, ki bi preusmeril vodo ob suhi strugi reke Uzboy v osrednjem Turkmenistanu, vendar ni bil nikoli zgrajen.
V času Sovjetske zveze je bil uveden sistem delitve virov vode, v katerem sta si Kirgizistan in Tadžikistan delila vodo, ki izvira iz rek Amu Darje in Sir Darje s Kazahstanom, Turkmenistanom in Uzbekistanom, v poletnih mesecih. V zameno sta Kirgizistan in Tadžikistan prejemala od ostalih treh premog, plin in elektriko v zimskem času. Po padcu Sovjetske zveze je ta sistem razpadel in novo nastalim državam se ni uspelo ponovno dogovoriti o dalitvi. Neustrezna infrastruktura, slabo upravljanje voda in zastarele metode namakanja poslabšujejo stanje sistema. 

## V literaturi
Reka Oxus in Arnoldova pesem, ogenj domišljijo otrok, ki se s poniji potepajo po barju v Zahodni deželi leta 1930, je otroška knjiga The Far-Distant Oxus. Obstajata dve nadaljevanji: Escape to Persia in Oxus in Summer.
Robert Byronov potopis iz leta 1937, The Road to Oxiana, opisuje avtorjevo pot od Levanta preko Perzije v Afganistan, z Oxusom kot ciljem potovanja.